# Maestro benemerito dello sport

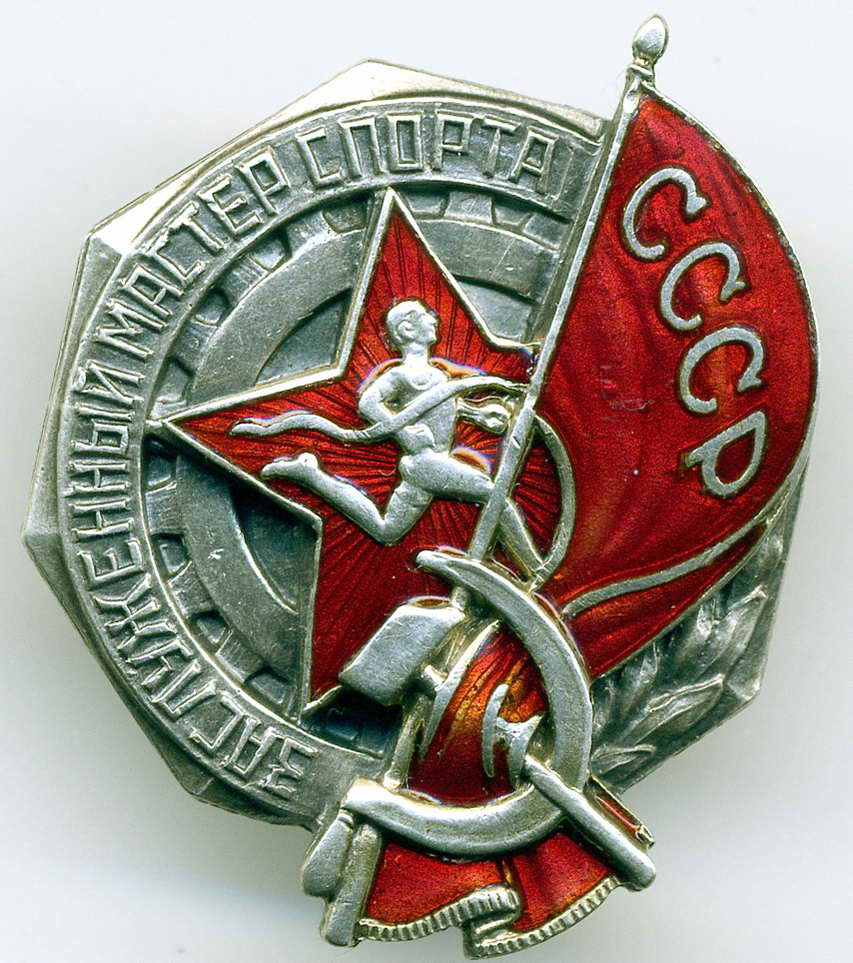
Medaglia assegnata nel 1936 al pugile V.P. Michajlov

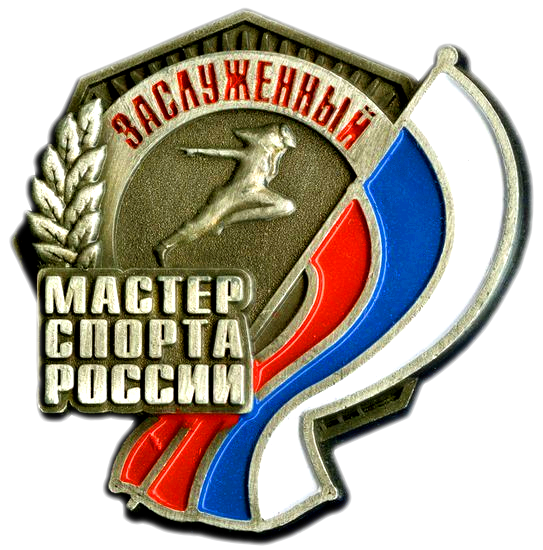
Medaglia assegnata attualmente in Russia

Maestro benemerito dello sport (in russo Заслуженный мастер спорта?, Zaslužennyj master sporta) è un'onorificenza sportiva dell'ex Unione Sovietica.
Essa aveva lo scopo di premiare atleti e personalità dello sport che avessero dato lustro e prestigio al Paese con la loro attività.
Dopo lo scioglimento del Paese avvenuto nel 1991, esso fu ripreso da alcune delle ex repubbliche sovietiche divenute indipendenti.

## Storia
Fu introdotto per la prima volta in Unione Sovietica  nel 1934 e poi adottato da diversi paesi del blocco socialista dell'Europa dell'Est, tra cui Bulgaria, Repubblica democratica tedesca (fino al 1990), Polonia, Romania e Cecoslovacchia.
Dopo lo scioglimento dell'Unione Sovietica, fu ancora assegnato in Russia (dal 1992), Ucraina (dal 1993), Bielorussia (dal 1994), Kazakistan, Uzbekistan, Kirghizistan (dal 2005) e Tagikistan.
Il 5 giugno 1934 il titolo fu assegnato per la prima volta dall'Unione Sovietica a 22 atleti, cui nomi furono pubblicati il 17 giugno 1934 sulla Pravda:
Jakov Fëdorovič Mel'nikov (pattinaggio), Platon Afanas'evič Ippolitov (pattinaggio), Vladimir Ivanovič Kalinin (pattinaggio), Michail Pavlovič Butusov (calcio), Pavel Vasil'evič Batyrov ( calcio), Nikolaj Petrovič Starostin (calcio), Fëdor Il'ič Selin (calcio), Peter Efimovič Isakov (calcio), Aleksandr Pavlovič Bezrukov (atletica leggera), Nikolaj Evgrafovič Sokolov (calcio), Aleksandr Aleksandrovič Demin (atletica leggera), Aleksej Maksunov (atletica leggera), Ivan Vasil'evič Privalov (calcio), Marija Gavrilovna Šamanova (atletica leggera), Aleksandr Vasil'evič Bucharov (sollevamento pesi), Aleksandr Michajlovič Šumin (nuoto), Vladimir Donatovič Vonog (hockey su ghiaccio), Dmitrij Maksimovič Vasil'ev (sci), Aleksandr Il'ič Ryžov (tiro a segno), Evgenij Arkad'evič Kudrjavcev (tennis), Pëtr Arsen'evič Romanovskij (scacchi), Aleksandr Maljaev (atletica leggera).

## Galleria d'immagini

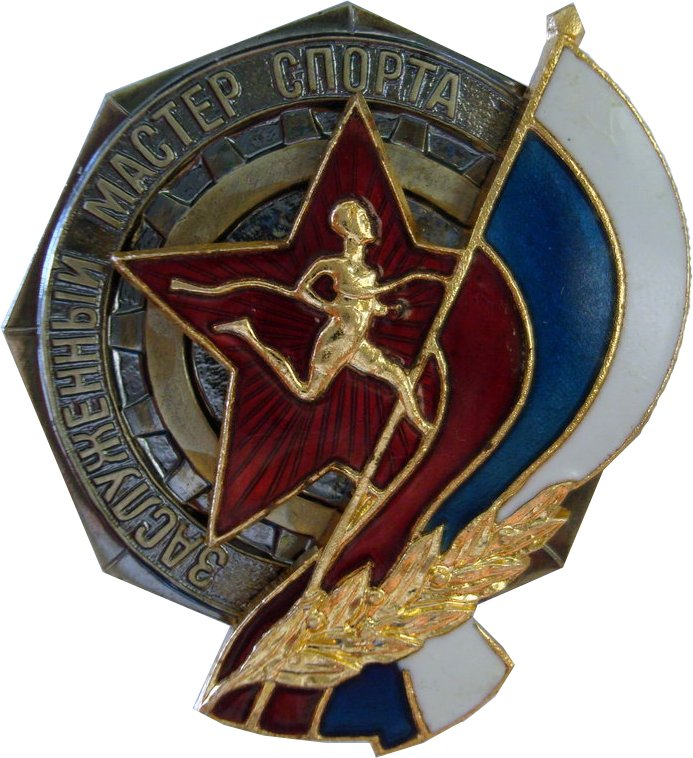
Una medaglia assegnata dalla Russia
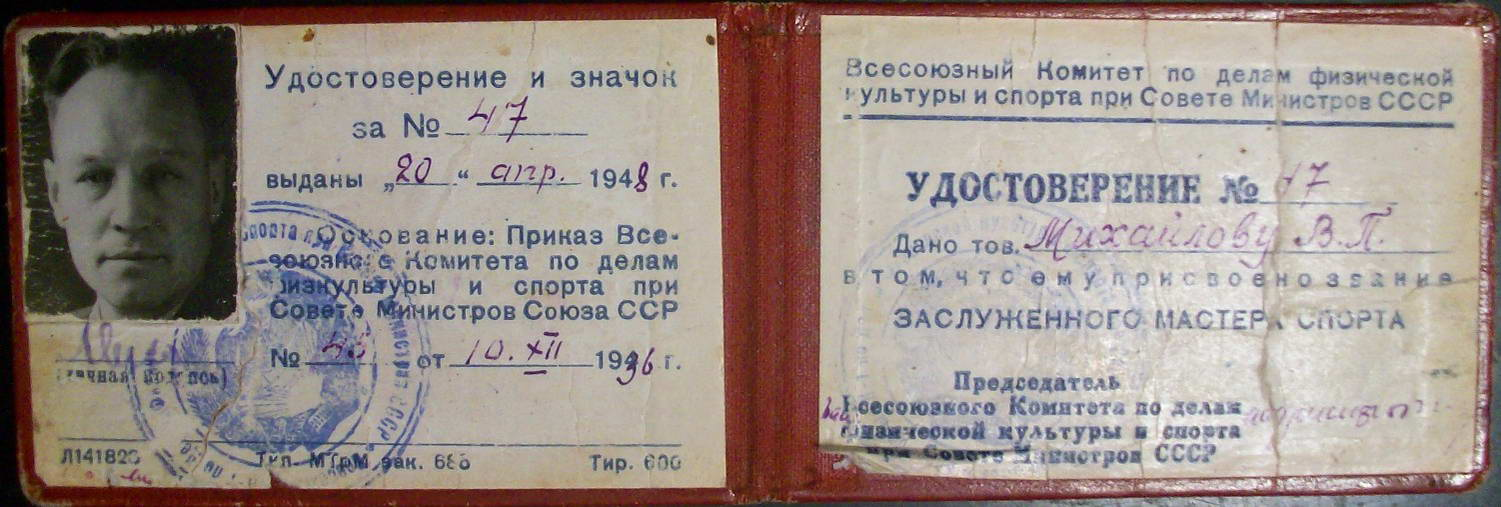
Tessera assegnata al pugile V.P. Michajlov
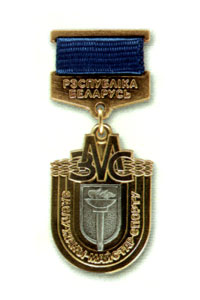
Medaglia della Bielorussia (2005)
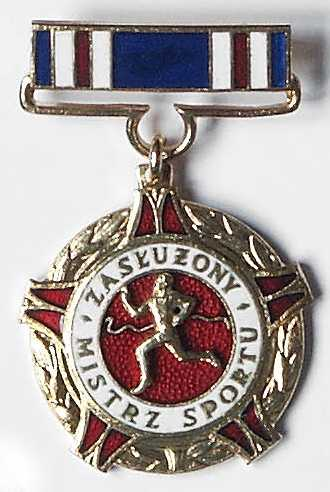
Medaglia assegnata in Polonia